# 趁生命气息逗留
趁生命气息逗留（英語：For a Breath I Tarry）是美国作家罗杰·泽拉兹尼于1966年创作的一篇末日幻想小说。故事发生在人类灭绝了很长时间后，讲述了人类创造的机器人弗罗斯特的故事。该作品被提名为1967年雨果奖最佳中篇小说。本作被收录于泽拉兹尼的作品集 和选集中。
书名出自阿尔弗雷德·爱德华·豪斯曼的作品《一个什罗普郡少年》。

## 内容
人类很久以前就造成了自己的灭绝，但他们创造的智能机器仍在继续重建地球。故事探索了人与机器之间的差异，前者定性地感知世界，而后者则定量地感知世界。